# UC Sampdoria w europejskich pucharach
Występy w europejskich pucharach włoskiego klubu piłkarskiego UC Sampdoria.
Legenda do wszystkich tabel:
- Q – runda eliminacyjna, 1/16, 1/8, 1/4, 1/2 – odpowiednia faza rozgrywek, Grupa – runda grupowa, 1r gr – pierwsza runda grupowa, 2r gr – druga runda grupowa, F – finał, R – runda, PO – play-off
- k. – rzuty karne, los. – losowanie, Dogr. – dogrywka, w. – zasada bramek strzelonych na wyjeździe

## Wykaz spotkań pucharowych

### 1962–2000
| Sezon   | Rozgrywki                 | Runda   | Przeciwnik           | Dom            | Wyjazd         | Ogólnie        |
| ------- | ------------------------- | ------- | -------------------- | -------------- | -------------- | -------------- |
| 1962/63 | Puchar Miast Targowych    | 1R      | Aris Bonnevoie       | 1–0            | 2–0            | 3–0            |
| 1962/63 | Puchar Miast Targowych    | 1/8     | Ferencváros          | 1–0            | 0–6            | 1–6            |
| 1985/86 | Puchar Zdobywców Pucharów | 1R      | AE Larisa            | 1–0            | 1–1            | 2–1            |
| 1985/86 | Puchar Zdobywców Pucharów | 1/8     | SL Benfica           | 1–0            | 0–2            | 1–2            |
| 1988/89 | Puchar Zdobywców Pucharów | 1R      | IFK Norrköping       | 2–0            | 1–2            | 3–2            |
| 1988/89 | Puchar Zdobywców Pucharów | 1/8     | Carl Zeiss Jena      | 3–1            | 1–1            | 4–2            |
| 1988/89 | Puchar Zdobywców Pucharów | 1/4     | Dinamo Bukareszt     | 0–0            | 1–1            | 1–1, w.        |
| 1988/89 | Puchar Zdobywców Pucharów | 1/2     | KV Mechelen          | 3–0            | 1–2            | 4–2            |
| 1988/89 | Puchar Zdobywców Pucharów | F       | FC Barcelona         | 0–2 (N)        | 0–2 (N)        | 0–2 (N)        |
| 1989/90 | Puchar Zdobywców Pucharów | 1R      | SK Brann             | 1–0            | 2–0            | 3–0            |
| 1989/90 | Puchar Zdobywców Pucharów | 1/8     | Borussia Dortmund    | 2–0            | 1–1            | 3–1            |
| 1989/90 | Puchar Zdobywców Pucharów | 1/4     | Grasshoppers         | 2–0            | 2–1            | 4–1            |
| 1989/90 | Puchar Zdobywców Pucharów | 1/2     | AS Monaco            | 2–0            | 2–2            | 4–2            |
| 1989/90 | Puchar Zdobywców Pucharów | F       | RSC Anderlecht       | 2–0 (N), Dogr. | 2–0 (N), Dogr. | 2–0 (N), Dogr. |
| 1990    | Superpuchar Europy        | F       | A.C. Milan           | 1–1            | 0–2            | 1–3            |
| 1990/91 | Puchar Zdobywców Pucharów | 1R      | 1. FC Kaiserslautern | 2–0            | 0–1            | 2–1            |
| 1990/91 | Puchar Zdobywców Pucharów | 1/8     | Olympiakos SFP       | 3–1            | 1–0            | 4–1            |
| 1990/91 | Puchar Zdobywców Pucharów | 1/4     | Legia Warszawa       | 2–2            | 0–1            | 2–3            |
| 1991/92 | Puchar Europy             | 1R      | Rosenborg            | 5–0            | 2–1            | 7–1            |
| 1991/92 | Puchar Europy             | 2R      | Kispesti Honvéd FC   | 3–1            | 1–2            | 4–3            |
| 1991/92 | Puchar Europy             | Grupa 1 | Crvena zvezda        | 2–0            | 3–1            | 1. miejsce     |
| 1991/92 | Puchar Europy             | Grupa 1 | Panathinaikos AO     | 1–1            | 0–0            | 1. miejsce     |
| 1991/92 | Puchar Europy             | Grupa 1 | RSC Anderlecht       | 2–0            | 2–3            | 1. miejsce     |
| 1991/92 | Puchar Europy             | F       | FC Barcelona         | 0–1 (N), Dogr. | 0–1 (N), Dogr. | 0–1 (N), Dogr. |
| 1994/95 | Puchar Zdobywców Pucharów | 1R      | FK Bodø/Glimt        | 2–0            | 2–3            | 4–3            |
| 1994/95 | Puchar Zdobywców Pucharów | 1/8     | Grasshopper Club     | 3–0            | 2–3            | 5–3            |
| 1994/95 | Puchar Zdobywców Pucharów | 1/4     | FC Porto             | 0–1            | 1–0            | 1–1, k: 4–3    |
| 1994/95 | Puchar Zdobywców Pucharów | 1/2     | Arsenal              | 3–2            | 2–3            | 5–5, k: 2–3    |
| 1997/98 | Puchar UEFA               | 1R      | Athletic Bilbao      | 1–2            | 0–2            | 1–4            |
| 1998    | Puchar Intertoto          | 2R      | MŠK Rimavská Sobota  | 2–0            | 0–1            | 2–1            |
| 1998    | Puchar Intertoto          | 3R      | KRC Harelbeke        | 3–0            | 1–0            | 4–0            |
| 1998    | Puchar Intertoto          | 1/2     | Bologna FC           | 1–0            | 1–3            | 2–3            |

### 2001–2020
| Sezon   | Rozgrywki        | Runda   | Przeciwnik            | Dom | Wyjazd | Ogólnie    |
| ------- | ---------------- | ------- | --------------------- | --- | ------ | ---------- |
| 2005/06 | Puchar UEFA      | 1R      | Vitória Setúbal       | 1–0 | 1–1    | 2–1        |
| 2005/06 | Puchar UEFA      | Grupa C | Steaua Bukareszt      | 0–0 |        | 4. miejsce |
| 2005/06 | Puchar UEFA      | Grupa C | Halmstads BK          |     | 3–1    | 4. miejsce |
| 2005/06 | Puchar UEFA      | Grupa C | Hertha BSC            | 0–0 |        | 4. miejsce |
| 2005/06 | Puchar UEFA      | Grupa C | RC Lens               |     | 1–2    | 4. miejsce |
| 2007    | Puchar Intertoto | 3R      | Czerno More Warna     | 1–0 | 1–0    | 2–0        |
| 2007/08 | Puchar UEFA      | 2Q      | Hajduk Split          | 1–1 | 1–0    | 2–1        |
| 2007/08 | Puchar UEFA      | 1R      | Aalborg BK            | 2–2 | 0–0    | 2–2, w.    |
| 2008/09 | Puchar UEFA      | 1R      | FBK Kaunas            | 5–0 | 2–1    | 7–1        |
| 2008/09 | Puchar UEFA      | Grupa C | FK Partizan           |     | 2–1    | 3. miejsce |
| 2008/09 | Puchar UEFA      | Grupa C | VfB Stuttgart         | 1–1 |        | 3. miejsce |
| 2008/09 | Puchar UEFA      | Grupa C | Standard Liège        |     | 0–3    | 3. miejsce |
| 2008/09 | Puchar UEFA      | Grupa C | Sevilla FC            | 1–0 |        | 3. miejsce |
| 2008/09 | Puchar UEFA      | 1/16    | Metalist Charków      | 0–1 | 0–2    | 0–3        |
| 2010/11 | Liga Mistrzów    | PO      | Werder Brema          | 3–2 | 1–3    | 4–5        |
| 2010/11 | Liga Europy      | Grupa I | Metalist Charków      | 0–0 | 1–2    | 3. miejsce |
| 2010/11 | Liga Europy      | Grupa I | PSV Eindhoven         | 1–2 | 1–1    | 3. miejsce |
| 2010/11 | Liga Europy      | Grupa I | Debreceni VSC         | 1–0 | 0–2    | 3. miejsce |
| 2015/16 | Liga Europy      | 3Q      | FK Vojvodina Nowy Sad | 0–4 | 2–0    | 2–4        |